# Lăng Thiên Thọ Hữu
Lăng Thiên Thọ Hữu là lăng tẩm của Thuận Thiên Cao Hoàng hậu Trần Thị Đang (1769 - 1846), vợ thứ hai của vua Gia Long, mẹ vua Minh Mạng. Lăng cách khu tẩm điện lăng Gia Long khoảng hơn 100m về phía tây bắc, thuộc địa phận phường Long Hồ, quận Phú Xuân, thành phố Huế.

## Lịch sử
Cuối thời Minh Mạng, vua phái văn võ đại thần, Khâm thiên giám cùng thầy địa lý tìm đất tốt gần lăng Thiên Thọ, cuối cùng chọn được ngôi đất tốt ở Thuận Sơn, thích hợp làm phần mộ muôn năm lâu dài. Vua cho rằng đất núi Thuận Sơn vừa gần với lăng Thiên Thọ mà lại ở về phía bên phải, theo lẽ đã thuận về tự nhiên; lại được cây tùng cây bách xanh tốt, núi sông ôm quanh, là một chỗ đất đặt mộ đẹp đẽ.
Tháng 8 ngày 13 năm Thiệu Trị thứ 6 (tức 2 tháng 10 năm 1846), Thái hoàng thái hậu Trần Thị Đang âm bệnh nặng, qua giờ Dậu ngày 18 tháng 9 âm lịch (tức ngày 6 tháng 11 dương lịch) thì qua đời, hưởng thọ 77 tuổi, quan tài để ở cung Từ Thọ .
Tháng 9 ngày Canh Tuất (tức 16 tháng 11 năm 1846), xây nhà lăng trên núi Thuận Sơn. Các công trình như huyền cung, bảo thành, lăng tẩm, nhà cửa được sửa sang. Công việc làm xong, dâng tên hiệu là lăng Thiên Thọ Hữu, điện gọi là điện Gia Thành, cửa gọi là cửa Minh Ý.
Tháng 11 ngày 20 (tức 6 tháng 1 năm 1847), bà được Hoàng đế Thiệu Trị dâng tôn hiệu là Thuận Thiên Hưng Thánh Quang Dụ Hóa Cơ Nhân Tuyên Từ Khánh Đức Trạch Nguyên Công Cao Hoàng hậu, gọi tắt là Thuận Thiên Cao Hoàng Hậu.
Năm Thiệu Trị thứ 6, tháng 12, ngày 7 (tức 23 tháng 1 năm 1847), giờ Dần, Hoàng đế Thiệu Trị cùng các quan đến bàn thờ ở cung Từ Thọ làm lễ tổ điện. Giờ Tỵ, linh giá đến bến sông Kinh thành, lên thuyền rồi làm lễ điện ban trưa do hoàng tử, hoàng thân trong ban trực làm lễ. Lễ xong, linh giá đi tiếp. Ngày hôm sau, linh giá đi qua lăng Cơ Thánh của Hưng tổ Hoàng đế. Ngày 9 (tức 25 tháng 1 năm 1847), làm lễ điện buổi sáng xong, rước linh giá lên bộ. Giờ Tý hạ huyệt. Cùng ngày, thần chủ của bà được rước về cung Từ Thọ. Khi rước linh giá đi từ cung Từ Thọ và lần đưa thần chủ trở về, nếu là đường bộ Hoàng đế Thiệu Trị đi võng theo sau, khi đi đường thủy thì đi thuyền ngự theo hộ vệ.

## Kiến trúc

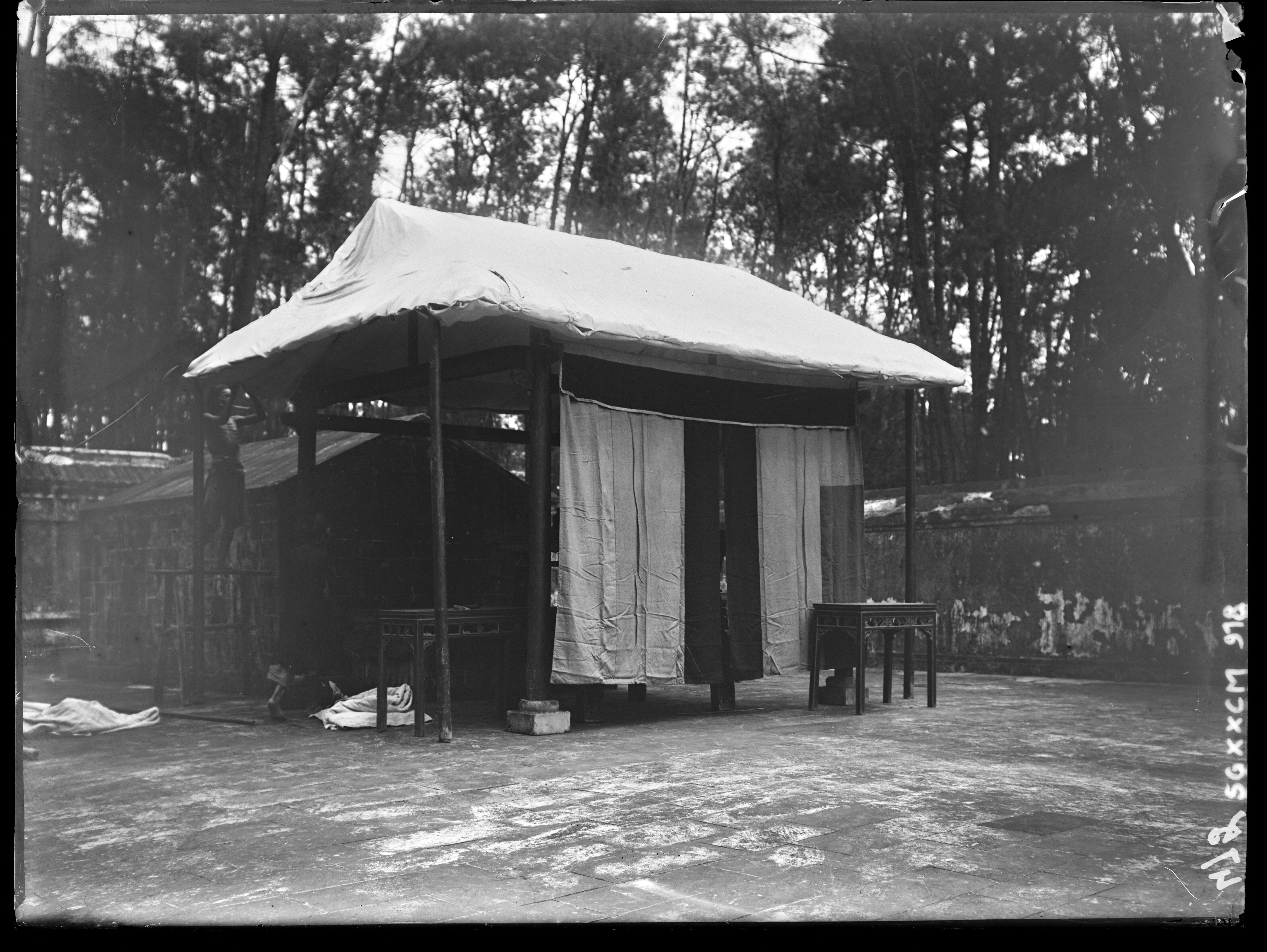
Bửu phong của Thuận Thiên Cao Hoàng hậu

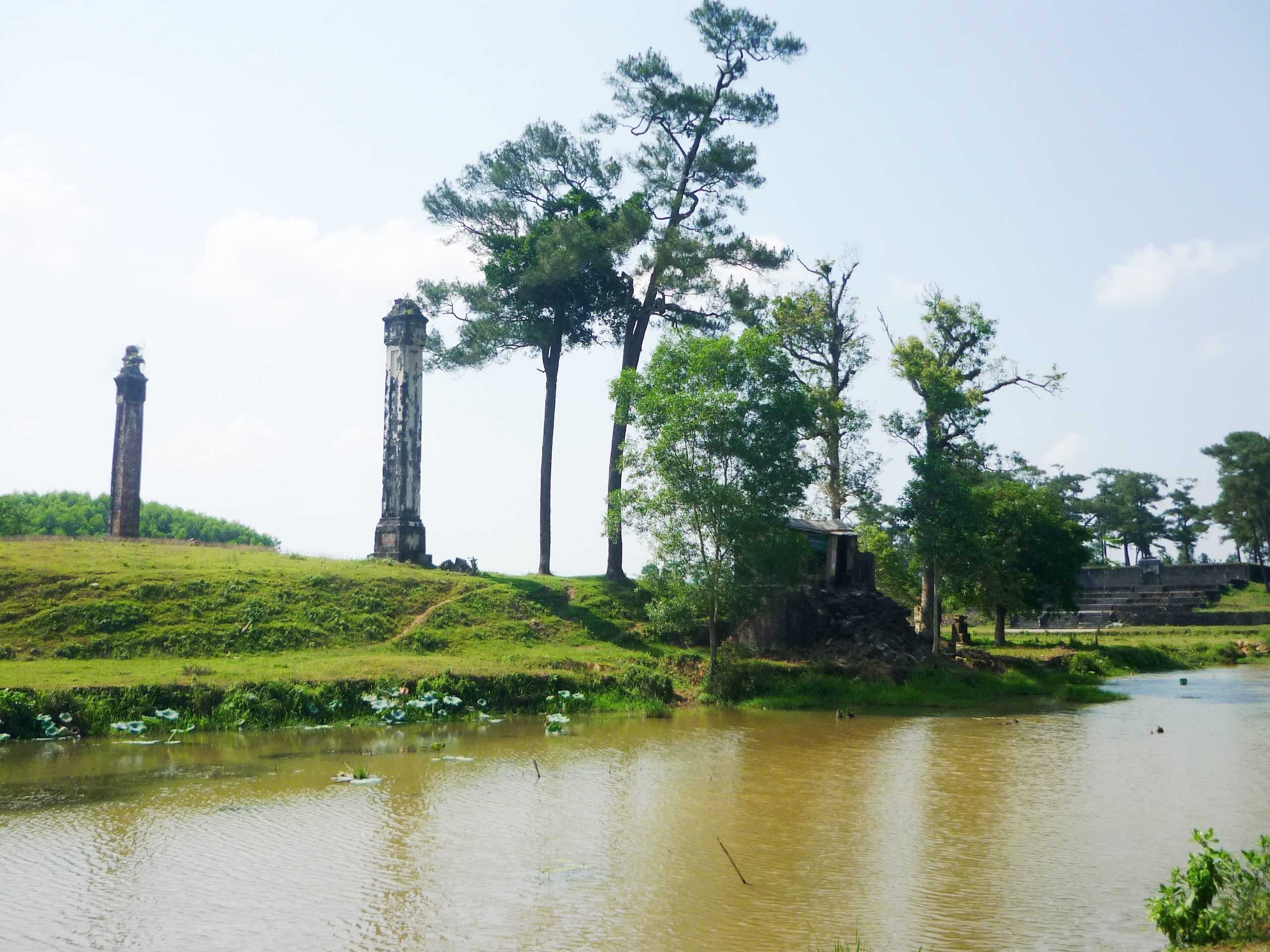
Trụ biểu trước lăng Thiên Thọ Hữu

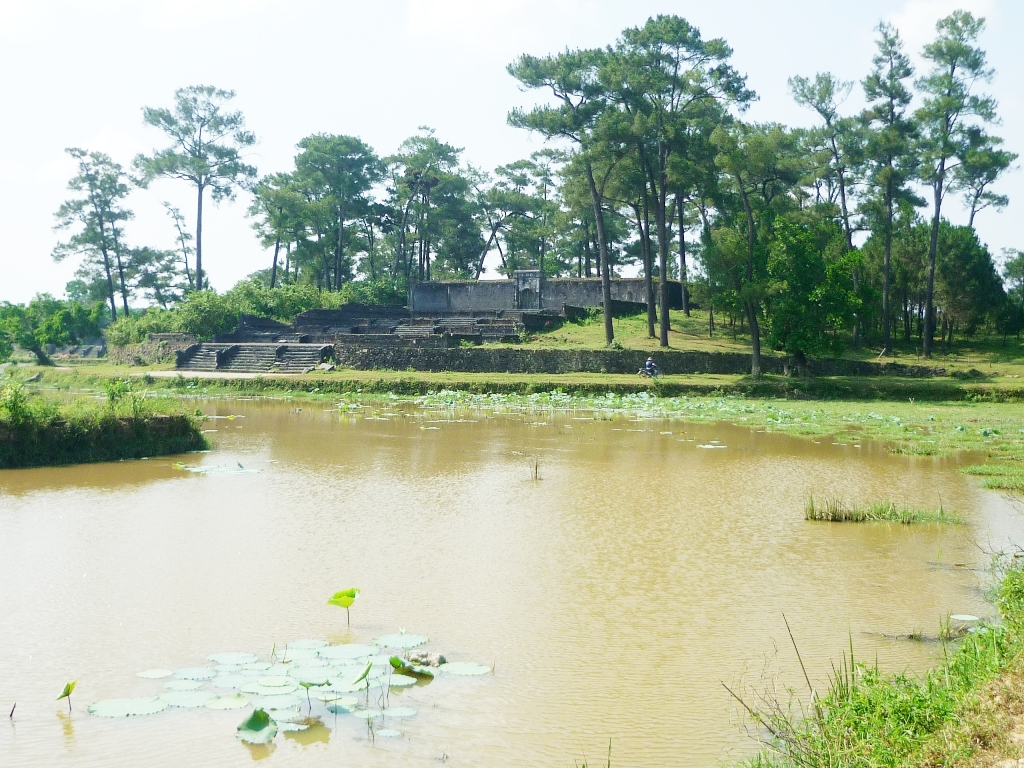
Khu lăng mộ lăng Thiên Thọ Hữu

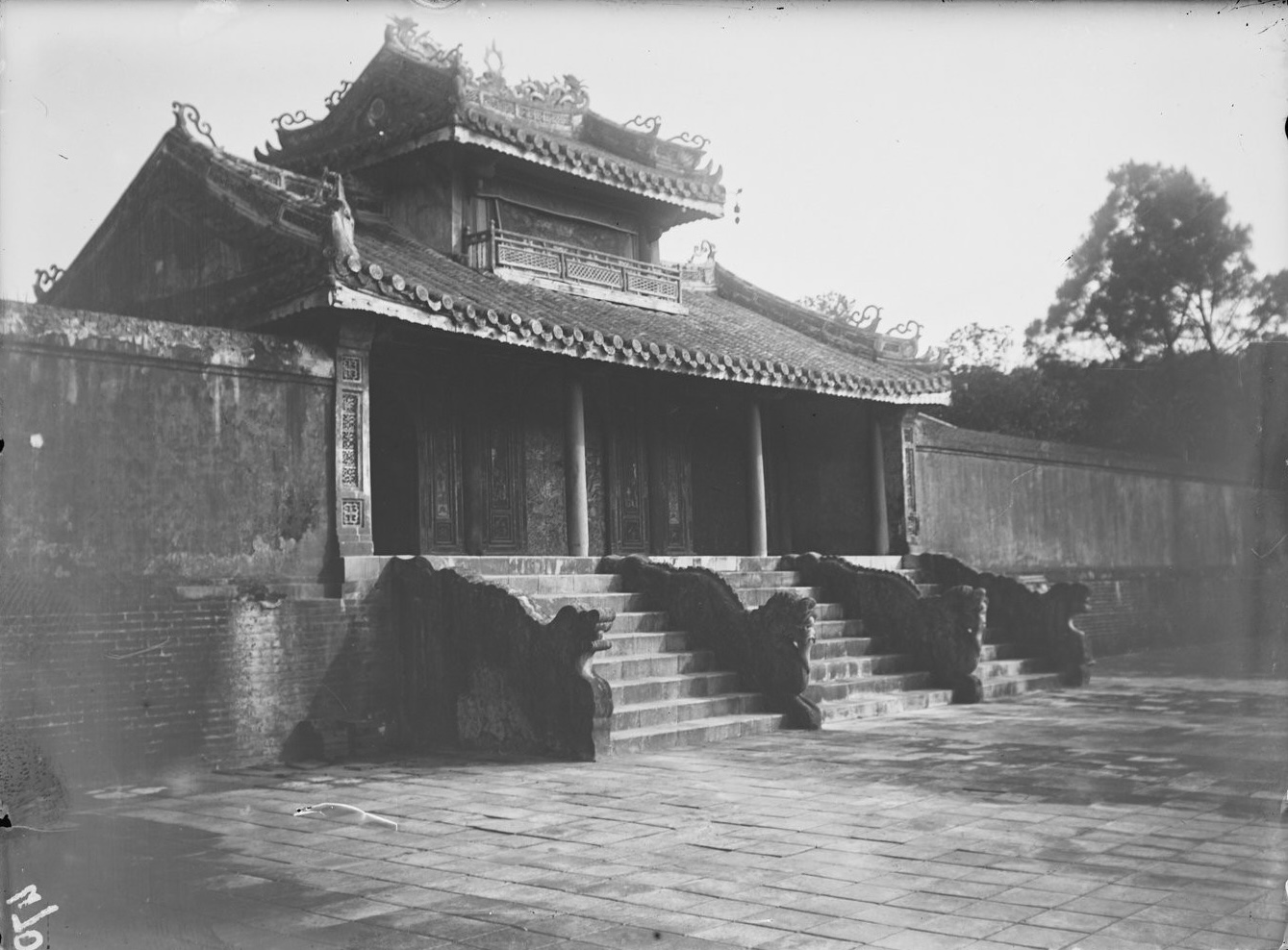
Minh Ý môn, cổng chính vào khu tẩm điện lăng Thiên Thọ Hữu

Lăng có hai khu vực kiến trúc: khu vực lăng mộ và khu vực tẩm điện, nằm cách nhau chừng 50 mét, ven theo bờ Bắc của phần cuối hồ Dài. Cả hai khu vực này đều nằm trên vùng đồi gọi là Thuận Sơn, nhưng phương hướng của hai khu vực kiến trúc thì khác nhau.

### Khu lăng mộ
Khu vực lăng mộ quay mặt về hướng Nam nhưng nghiêng nhẹ về phía Tây. Tiền án là núi Rệ có độ cao khoảng 618m. Cận án là núi Ngọc Đường chiều cao khoảng 231m. Minh đường là một mặt hồ hình bán nguyệt được cắt xén và uốn nắn từ hồ Dài. 
Ngôi mộ được bao quanh bởi hai vòng tường hình chữ nhật, tường ngoài chu vi 130m, cao 2,9m; tường trong chu vi 82m, cao 2,3m. Mộ nằm lộ thiên, xây bằng đá Thanh. Phía trước mộ có đặt hương án và bình phong đều xây bằng đá Thanh. Bình phong sau mộ xây bằng vôi gạch, bên trên có mái giả và mặt trước trang trí hình ảnh bát bửu đắp nổi. Hai lá sách ở hai bên bình phong này được trang trí hình đầu rồng ngậm chữ “Thọ”. Trước cửa có 4 tầng sân chầu với những hệ thống tầng cấp và thành bậc chạm nổi hình rồng phụng. Bên kia bờ hồ là hai cột trụ biểu cao khoảng 12 mét, trên đỉnh tạo hình đèn lồng. Sau lưng khu lăng mộ là một ngọn đồi chạy dài theo hướng Nam Bắc giữ vai trò “hậu chẩm” bảo vệ phía sau.

### Khu tẩm điện
Khu vực điện thờ của lăng Thiên Thọ Hữu nằm trên một ngọn đồi khá cao, dùng núi Ngọc Đường làm tiền án. Công trình kiến trúc chính ở khu vực này là điện Gia Thành (嘉成殿) nằm ở giữa có kiến trúc giống điện Minh Thành ở lăng Gia Long. Hai bên phía trước điện là Tả Hữu trực phòng, hai bên phía sau là Tả Hữu tòng viện. Xung quanh khu điện được bao bọc bởi một vòng thành hình chữ nhật cao xây bằng gạch. Mặt trước trổ cửa tam quan hai tầng gọi là Minh Ý môn, trước cửa là những hệ thống bậc cấp bằng đá với các thành bậc cũng bằng đá Thanh chạm hình rồng, nối kết các tầng sân với nhau, chạy xuống đến gần bờ hồ.

## Trong thơ ca
Cao Bá Quát từng có chùm 7 bài thơ cảm thán vẻ đẹp của lăng Thiên Thọ Hữu, có tên là Cung nghĩ Gia Thành điện thiên hoa thiếp tử thất thủ (恭擬嘉成殿天花帖子七首).